# Scottish National League 2012/13
Die Saison 2012/13 ist die Austragung der höchsten schottischen Eishockeyliga, der Scottish National League. Die Ligadurchführung erfolgt durch die Scottish Ice Hockey Association, den schottischen Verband unter dem Dach des britischen Eishockeyverbandes Ice Hockey UK.

## Modus
An der Saison nahmen neben allen Mannschaften des Vorjahres eine Mannschaft der Belfast Giants teil.
Zunächst spielten alle Mannschaften eine einfache Runde mit Hin- und Rückspiel. Die besten Acht erreichten die Play-offs.

## Hauptrunde
| Platz | Mannschaft               | Spiele | S  | U | N  | Tore   | Punkte |
| ----- | ------------------------ | ------ | -- | - | -- | ------ | ------ |
| 1.    | Paisley Pirates          | 17     | 13 | 3 | 1  | 99:049 | 29     |
| 2.    | Dundee Tigers            | 18     | 9  | 4 | 5  | 77:060 | 22     |
| 3.    | North Ayrshire Wild      | 16     | 10 | 1 | 5  | 97:066 | 21     |
| 4.    | Edinburgh Capitals (SNL) | 18     | 9  | 1 | 8  | 67:073 | 19     |
| 5.    | Dundee Comets            | 17     | 9  | 1 | 7  | 69:058 | 19     |
| 6.    | Kirkcaldy Kestrels       | 18     | 7  | 2 | 9  | 61:066 | 16     |
| 7.    | Aberdeen Lynx            | 18     | 7  | 1 | 10 | 88:099 | 15     |
| 8.    | Belfast Giants (SNL)     | 16     | 6  | 2 | 8  | 37:054 | 14     |
| 9.    | Solway Sharks            | 18     | 6  | 1 | 11 | 41:042 | 13     |
| 10.   | Kilmarnock Storm         | 18     | 3  | 0 | 15 | 53:122 | 6      |

## Play-offs
Viertelfinale
| Begegnung                           | Serie | Spiel 1 | Spiel 2 |
| ----------------------------------- | ----- | ------- | ------- |
| Paisley Pirates – Belfast Giants    | 2:0   | 2:0     | 12:1    |
| Edinburgh Capitals – Dundee Comets  | 2:0   | 7:1     | 8:6     |
| Dundee Tigers – Aberdeen Lynx       | 2:0   | 11:3 1  | 7:1 1   |
| North Ayrshire – Kirkcaldy Kestrels | 0:2   | 1:3     | 4:5     |

Halbfinale
|  | Paisley Pirates | 7:1 | Edinburgh Capitals |  |

|  | Dundee Tigers | 3:2 | Kirkcaldy Kestrels |  |

Spiel um Platz 3
|  | Edinburgh Capitals | 3:5 | Kirkcaldy Kestrels |  |

Finale
|  | Paisley Pirates | 2:4 | Dundee Tigers |  |